# Cooper (cràter)
Cooper és un cràter d'impacte que es troba a l'hemisferi nord de la cara oculta de la Lluna, a l'est del cràter D'Alembert, i a l'oest-sud-oest del cràter Chappell.

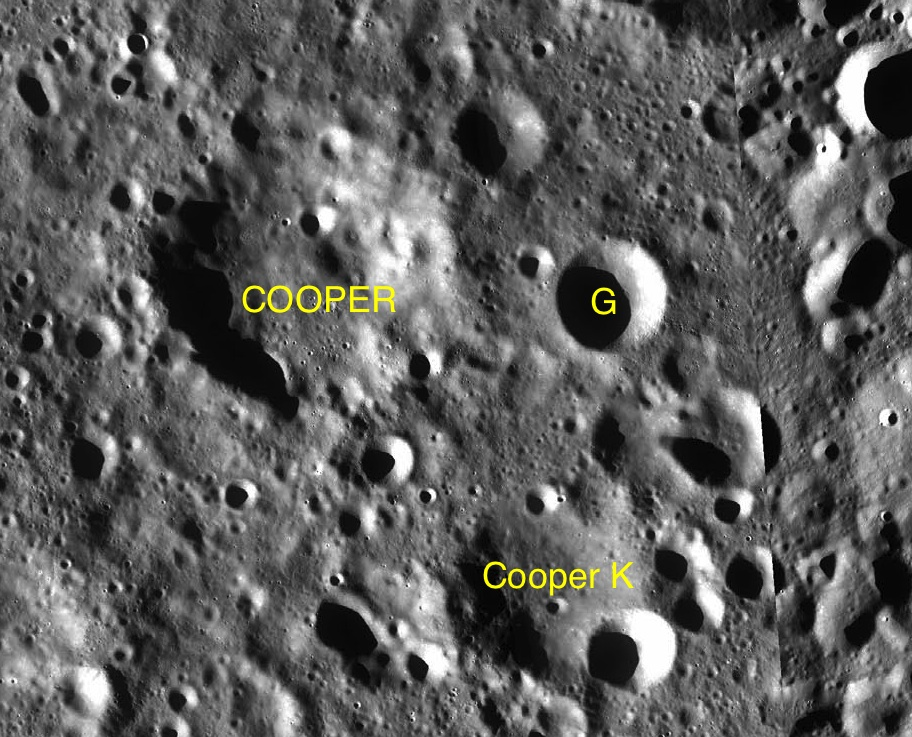
Cràters satèl·lit

Aquesta formació ha estat fortament desgastada i erosionada per l'erosió d'impactes posteriors. Poc queda de la vora original, encara que la seva forma encara es pot rastrejar a la superfície. Múltiples petits cràters es troben a l'altra banda de la vora i de la paret interior, deixant una configuració de crestes que formen un anell sobre el terreny lunar. El sòl interior és una mica menys accidentat que la superfície circumdant, amb un grup de petits cràters prop de la paret interna nord-est.

## Cràters satèl·lit
Per convenció aquests elements són identificats en els mapes lunars posant la lletra en el costat del punt central del cràter que està més proper a Cooper.
| Cooper | Coordenades                            | Diàmetre |
| ------ | -------------------------------------- | -------- |
| G      | 52° 36′ N, 178° 30′ E / 52.6°N,178.5°E | 20 km    |
| K      | 51° 06′ N, 178° 06′ E / 51.1°N,178.1°E | 30 km    |